# Nitrammite
La nitrammite est le plus souvent considérée comme une ancienne espèce minéralogique anhydre, correspondant au nitrate d'ammonium naturel de formule chimique NH4NO3. Le topotype était pourtant bien localisé dans la caverne Nicajack (Nicojack ou Nicajack Cave) remplie de guano de chauve-souris, comté de Marion, Tennessee, États-Unis.
Cette espèce rare est aujourd'hui couramment assimilée à la gwihabaïte, un nitrate intermédiaire, majoritaire en cation ammonium et minoritaire en cation potassium, en proportion 3/4 1/4.

## Cristallochimie
Caractéristique de l'allotropie du nitrate d'ammonium, il existe cinq morphologies connues à pression normale ou basse, et une à haute pression. Une des formes orthorhombiques la plus connue est stable entre  -18 et +32.2 °C.

## Gisements
Même si certains minéralogistes doutent de son existence en postulant des traces latentes de cations potassium, ce corps minéral a été également trouvé :
- en Afrique du Sud ;
- au Tadjikistan dans les anciennes mines de charbon autrefois en combustion naturelle du district de Ravat près de la rivière Yagnob dans la chaîne montagneuse du Zeravshan ;
- au Venezuela dans la partie supérieure de la longue grotte-galerie de roches siliceuses de plus de 2 km du réseau Sima Aonda , Ayan Tepu, province de Bolivar. Apparaît parfois avec du gypse et des formations siliceuses SiO2 · nH2O type opales.

Elle est associée à des minéraux nitrates, par exemple au nitre, à la nitrocalcite, à la nitromagnésite, à la nitronatrite, la gwihabaïte, la nitrobarite, mais aussi au salmiac, au gypse, aux roches calcaires et dolomitiques, etc.